# Fuciliere
Un fuciliere è un soldato di fanteria armato di fucile. 

## Storia
La denominazione tradizionale rimase in uso fino alla metà del XIX secolo e distingueva, nei battaglioni di fanteria, i soldati semplici da coloro che avevano mansioni o compiti speciali. Ad esempio, il battaglione d'ordinanza comprendeva, oltre ai fucilieri, una compagnia di granatieri. 
Il progresso tecnologico e lo sviluppo di nuove tattiche militari decretarono, nella seconda metà del XIX secolo, la progressiva scomparsa dei granatieri e delle altre milizie leggere specializzate. Con i battaglioni costituiti di soli fucilieri, anche quest'altra denominazione distintiva cadde in disuso sino alla prima guerra mondiale, quando il termine fece nuovamente la sua comparsa per distinguere i fanti armati di fucile da quelli provvisti di mitragliatrice o addetti al lancio delle bombe a mano. 
In Italia, nel 1928, con l'aumento notevole degli effettivi di fanteria, la denominazione fu confermata anche nel regolamento del Regio esercito per distinguere, all'interno della squadra armi leggere, i soldati armati di fucile (e moschetto) da quelli adibiti all'uso della mitragliatrice leggera..
Nell'Esercito Italiano è presente la specializzazione "Fuciliere scelto".

## Descrizione
Sono utilizzati nelle varie armi delle forze armate con diverso impiego e specialità; ad esempio possono essere  definiti "fucilieri di marina" le unità di fanteria di marina e "fucilieri dell'aria" le truppe aviotrasportate inquadrate dell'aviazione militare.